# Воронино (Томський район)
Воро́нино (рос. Воронино) — присілок (в минулому село) у складі Томського району Томської області, Росія. Адміністративний центр Воронинського сільського поселення.

## Населення
Населення — 1053 особи (2010; 947 у 2002).
Національний склад (станом на 2002 рік):
- росіяни — 83 %